# Liberty DeVitto
Pour les articles homonymes, voir DeVitto.
Liberty DeVitto est un batteur américain né le 8 août 1950 à New York aux États-Unis. Il est connu pour avoir été le batteur de Billy Joel. Il est aussi le père de l’actrice Torrey DeVitto.

## Biographie
Liberty est né à New York, où son père était officier de police au New York City Police Department. Il a des origines italiennes. Il a appris à jouer de la batterie tout seul, après avoir vu les Beatles en février 1964.
Après avoir travaillé pendant 30 ans avec Billy Joel, il a été exclu de la tournée pour une raison inconnue en 2006.
En 2003, il est devenu membre de l’association Little Kids Rock grâce à laquelle il a offert des instruments à des enfants. Il a aussi participé à plusieurs concerts caritatifs.
En mai 2009, il a lancé un procès contre Billy Joel et Sony Music. D’après lui, il aurait aidé Billy Joel a écrire des chansons pendant 10 ans, sans jamais recevoir de crédit pour son travail. En avril 2010, Billy Joel et Liberty DeVitto ont passé un accord à l’amiable.

## Équipement
Kit actuel : Batterie MAPEX 
- 22" Grosse caisse
- 10" Tom
- 12" Tom
- 14" Caisse claire
- 16" Tom

Cymbales : Sabian 
- AA Sizzle Hats 15"
- HH Light Ride 20"
- AA Medium Crash 18"
- AA Medium Crash 19"
- AA Rock Ride 22"

## Sources
- Best-drummer.com: Liberty DeVitto